# اس‌اس منهتن (۱۹۶۲)
اس‌اس منهتن (۱۹۶۲) (به انگلیسی: SS Manhattan (1962)) یک کشتی بود که طول آن ۹۴۰ فوت (۲۹۰ متر) بود.